# EHF Liga prvaka 2004./05.
Ovo je 45. izdanje elitnog europskog klupskog rukometnog natjecanja. Nakon kvalifikacija 32 momčadi raspoređene u osam skupina igraju turnir, nakon čega prve dvije iz svake igraju osminu završnice (runda 16), četvrtzavršnicu, poluzavršnicu i završnicu. Hrvatski predstavnik RK Zagreb ispao je u skupini.

## Turnir

### Poluzavršnica
- Celje Pivovarna Laško -  Barcelona 34:31, 26:31
- Ciudad Real -  Montpellier HB 30:24, 31:33

### Završnica
- Ciudad Real -  Barcelona 28:27, 27:29

- europski prvak:  Barcelona (sedmi naslov)

## Vanjske poveznice
- Opširnije